# Miklóssy Ferenc (mérnök)
Miklóssy Ferenc (Kőszeg, 1944. november 26. –) gépgyártás-technológus, gépészmérnök, mérnök-közgazdász.

## Életrajza
1982-től a KEVIÉP Kft. igazgatója, a Hajdú-Bihar Megyei Kereskedelmi és Iparkamara elnöke, a Magyar Kereskedelmi és Iparkamara általános alelnöke, Debrecen díszpolgára és Finnország magyarországi tiszteletbeli konzulja.